# Mont Bukō
Le mont Bukō (武甲山, Bukō-san) est une montagne située dans la ville de  Chichibu de la préfecture de Saitama au Japon.